# ГЕС Корделл Голл
ГЕС Корделл Голл (англ. Cordell Hull Dam – гідроелектростанція у штаті Кентуккі (Сполучені Штати Америки). Знаходячись між ГЕС Волф-Крік (вище по течії) та ГЕС Олд-Гікорі, входить до складу каскаду на річці Камберленд, лівій притоці Огайо, котра в свою чергу є лівою притокою Міссісіпі (басейн Мексиканської затоки). 
В межах проекту річку перекрили комбінованою греблею висотою 28 метрів (від підошви фундаменту, висота від тальвегу – 26,5 метра) та загальною довжиною 398 метрів. Вона включає земляну ділянку довжиною 143 метри та бетонну секцію, котра потребувала 259 тис м3 бетону і складається з машинного залу, водопропускних шлюзів та судноплавного шлюзу (розмір камери 122х26 метрів). Гребля утримує витягнуте по долині річки на 108 км водосховище з площею поверхні від 39,7 км2 до 48,2 км2 (у випадку повені до 56,3 км2) та об’ємом 383 млн м3, в якому припустиме коливання рівня у операційному режимі між позначками 152,1 та 153,6 метра НРМ (під час повені останній показник зростає до 154,8 метра НРМ). 
Машинний зал обладнаний трьома турбінами типу Каплан потужністю по 33,3 МВт, які при напорі у 13 метрів забезпечують виробництво 350 млн кВт-год електроенергії на рік.